# Raphaëlle Monod
Raphaëlle Monod (Annecy, 18 de enero de 1969) es una deportista francesa que compitió en esquí acrobático, especialista en la prueba de baches.
Ganó dos medallas en el Campeonato Mundial de Esquí Acrobático, oro en 1989 y plata en 1995.
Participó en dos Juegos Olímpicos de Invierno, ocupando el cuarto lugar en Lillehammer 1994 y el octavo en Albertville 1992.

## Medallero internacional
| Campeonato Mundial | Campeonato Mundial  | Campeonato Mundial | Campeonato Mundial |
| Año                | Lugar               | Medalla            | Competición        |
| ------------------ | ------------------- | ------------------ | ------------------ |
| 1989               | Oberjoch (RFA)      | Medalla de oro     | Baches             |
| 1995               | La Clusaz (Francia) | Medalla de plata   | Baches             |